# Бэтмобиль
Бэтмобиль (англ. Batmobile) — вымышленный автомобиль Бэтмена, персонажа DC Comics и художественных фильмов. Для съёмок художественных фильмов про Бэтмена изготавливаются или существенно модифицируются реальные автомобили.

## Вне комиксов

### Телевидение

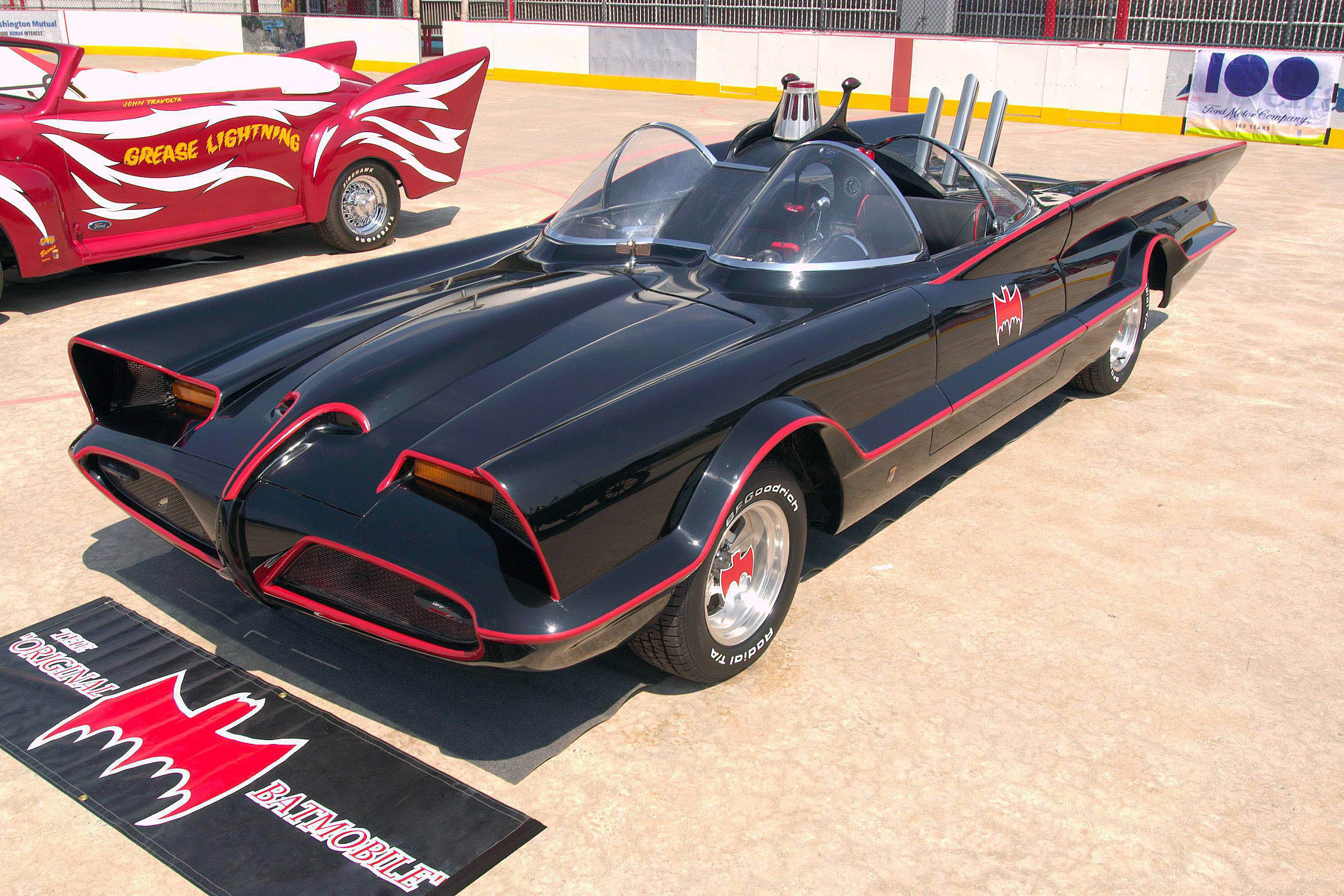
Бэтмобиль Адама Уэста

В сериале 1966-68 годов в качестве автомобиля Бэтмена использовался слегка изменённый концепт-кар Lincoln Futura. Он тёмно-синего цвета с красными полосками, имеет знак Бэтмена на каждой двери и стилизованные крылья по бокам от багажника. Является основным транспортом Бэтмена и Робина в течение всего сериала, в случае повреждения вместо него использовался Бэтцикл. В 2013 году автомобиль был продан с аукциона Barrett Jackson за 4,6 млн долларов.

### Фильмы

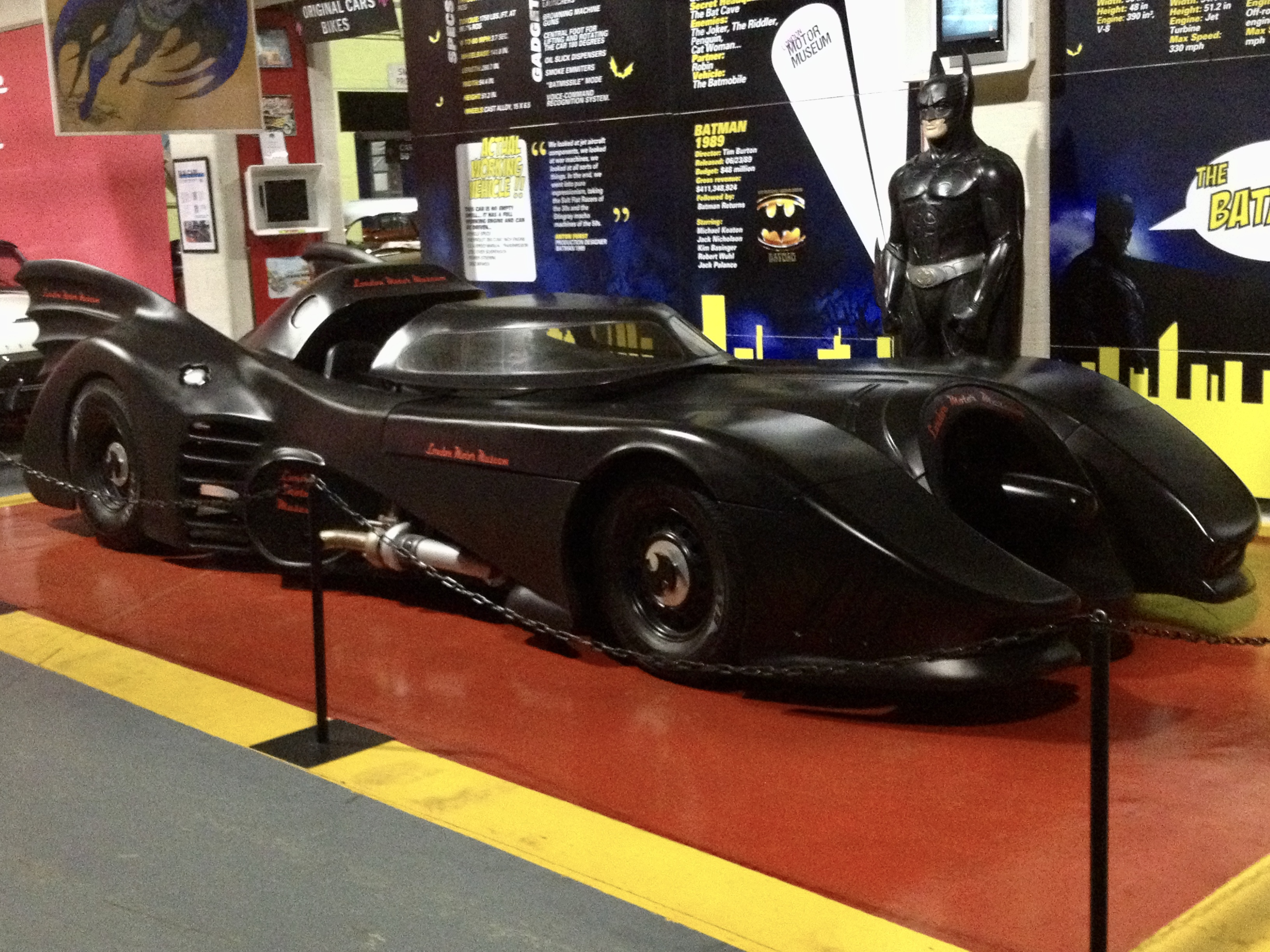
Бэтмобиль в фильмах Тима Бёртона

В фильмах Тима Бёртона Бэтмен ездит на длинном и узком чёрном двухместном автомобиле, который был сконструирован на основе Chevrolet Caprice и Buick Riviera. Он имеет привычный реактивный двигатель (в дальнейшем использованный и в других фильмах), режим щита, включаемый дистанционно на случай атаки, сдвигающуюся кабину, позволяющую попасть в салон, вооружён скрытыми пулемётами, бомбами и способен сбрасывать кузовные панели, что позволяет проезжать в узкое пространство. 
В фильме «Бэтмен Навсегда» бэтмобиль имеет более узкий облик, светится синими огнями, дизайн напоминает скелет какого-то фантастического существа, имеются огромные крылья летучей мыши и светящийся логотип Бэтмена на дисках. В салон можно попасть также, как и в прошлом варианте. Способен ездить боком и, при помощи лебёдки и реактивного двигателя, перемещаться по стенам. Уничтожен во время взрыва Бэтпещеры.
В «Бэтмен и Робин» бэтмобиль появляется в начале, где Бэтмен использует его для приезда в музей, атакованный мистером Фризом, а также в сцене погони после налёта Фриза на аукцион бриллиантов. Представляет собой огромный одноместный автомобиль без крыши с дуговым реактором спереди, большими крыльями и репульсорами сзади, как и предыдущий, имеет синюю подсветку.

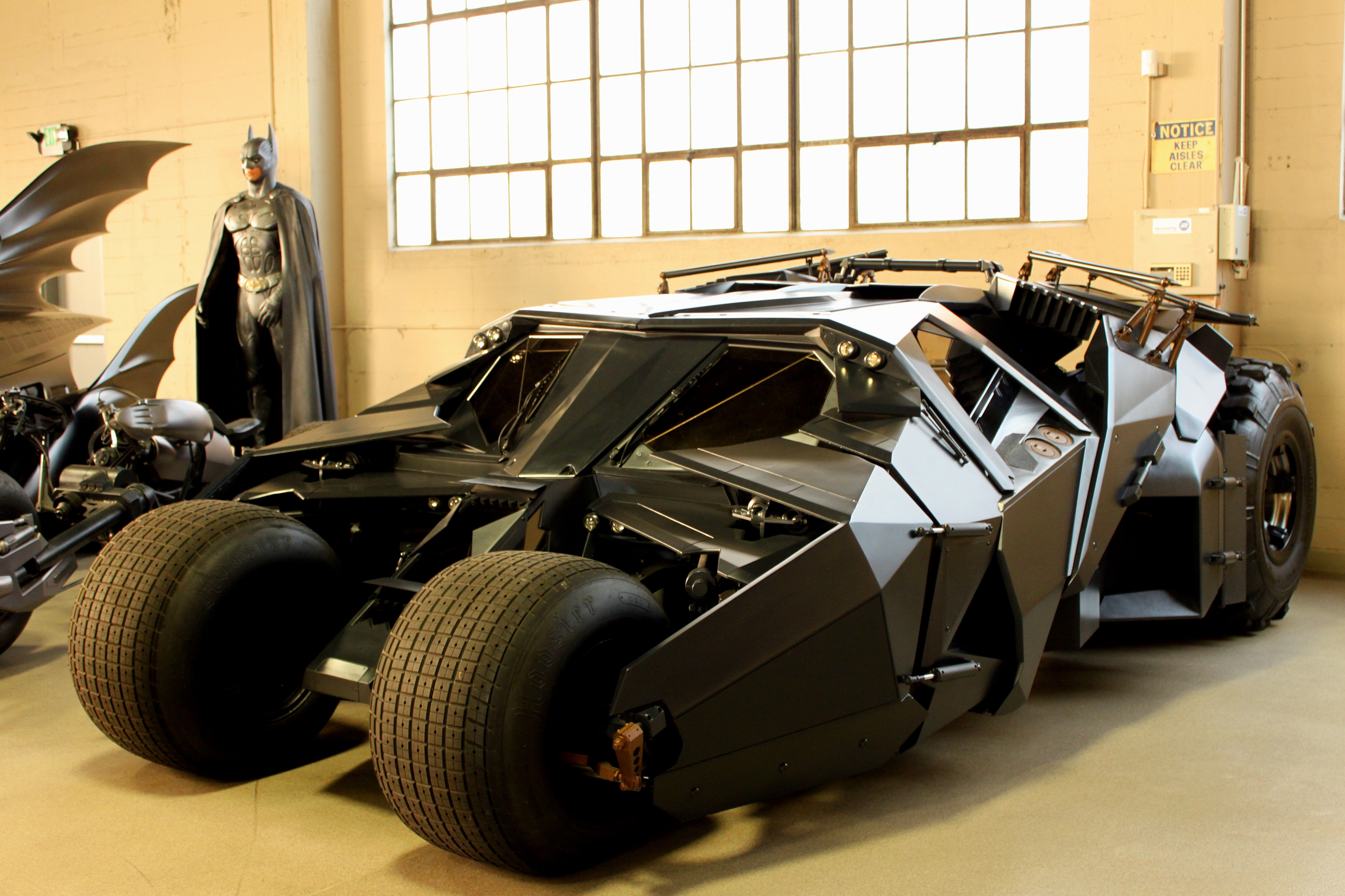
Бэтмобиль из фильмов «Бэтмен: Начало» и «Тёмный рыцарь»

В трилогии Кристофера Нолана бэтмобиль выполнен в более военном виде и не имеет стилевого сходства с летучей мышью. Разработанный Кроули и Ноланом, он был построен инженерами Крисом Корбулдом и Энди Смитом. Художники, в дополнительных материалах к DVD, описывают машину как гибрид Lamborghini и танка. По фильму, бэтмобиль представляет собой военный автомобиль «Акробат», предназначенный для переправ на воде и перекрашенный Уэйном в чёрный цвет (изначально он имел военную раскраску). Транспорт очень хорошо защищён. Он имеет 5,7-литровый двигатель мощностью 340 л. с., длина — 4,5 м, ширину — 3 м, высоту — 1,5 м, имеет шесть больших колёс, как у машин «monster truck». Он имеет два отдельных передних стекла, внутрь можно попасть, когда крыша и стёкла отодвигаются назад. Спереди, между колёсами, установлены два орудия и бронестекло. Водитель для стрельбы или более опасного вождения перемещается в центр машины, благодаря чему легче ориентироваться в пространстве. В случае серьёзных повреждений передние колёса и часть кабины трансформируются в Бэтпод, что и произошло в фильме Тёмный рыцарь.
В Расширенной вселенной DC Бэтмобиль выглядит как своего рода гибрид версий Тима Бёртона и Кристофера Нолана: он похож на гоночную машину, но при этом имеет военную броню, вооружён крупнокалиберными пулемётами и ракетами. В фильме Лига справедливости на Бэтмобиль было добавлено несколько дополнительных пулемётов.
В фильме Мэтта Ривза Бэтмобиль представляет собой масл-кар с двумя моторами, реактивной турбиной и усиленным кузовом. Собран Бэтменом самостоятельно из запчастей от других автомобилей.

### Видеоигры
- Бэтмобиль появляется в Batman: Arkham Asylum, Бэтмен привозит на нём Джокера, позже Бэтмен жертвует им, чтобы победить Бэйна.
- Бэтмобиль был в Batman: Arkham Knight как управляемый транспорт.
- Бэтмобиль был в Lego Batman: The Videogame Появляется в Первой главе: Месть Загадочника
- Бэтмобиль был в Lego Batman 2: DC Super Heroes Он был уничтожен Лексом Лютором, но Бэтмобилем можно управлять и в свободном мире
- Бэтмобиль был в Lego Batman 3: Beyond Gotham после манипулированием Брейниака, Бэтменом был уничтожен после событий второй главы, но на планете Оа можно на нём прокатиться. Также есть Бэтмобиль 1989 года
- Бэтмобиль был в Injustice: Gods Among Us, где использовался Бэтменом как часть спецприёма.
- Бэтмобиль был в Rocket League, где три Бэтмобиля (Акробат, 89, и 16 года) используются как сами машины, но которые нельзя редактировать и вообще изменить, кроме цветов.